# Osmunda
Osmunda és un gènere de plantes vasculars sense llavors de la família Osmundaceae que es troba principalment en la zona de clima temperat. Hi ha entre 5 i 14 espècies segons els autors.
Donada gran quantitat d'esporangis que tenen les fulles i que apareixen al mateix temps agafen un color daurat i sembla que estiguin florint per això a aquest gènere se'l coneix com el de les "falgueres que floreixen".
N'hi ha fòssils del Triàsic idèntics en la forma de les fulles a l'actual Osmunda claytoniana.
Als Països Catalans només hi ha l'espècie Osmunda regalis.

## Usos
Osmundastrum cinnamomeum forma grans colònies en llocs inundats i la massa de les seves arrels són un substrat per a fer créixer en jardineria plantes epífites i orquídies.

## Taxonomia

### SeccióOsmunda(Euosmunda)
- Osmunda japonica –
- Osmunda lancea
- Osmunda regalis –
- Osmunda spectabilis

### SeccióPlenasium
- Osmunda angustifolia
- Osmunda banksiifolia
- Osmunda bromeliifolia
- Osmunda javanica
- Osmunda vachellii

### SeccióClaytosmunda
- Osmunda claytoniana –

### Híbrids
- Osmunda × ruggii: O. claytoniana × O. spectabilis
- Osmunda mildei: sembla una espècie però és del creuament O. angustifolia × O. japonica

### Osmundastrum
Espècies del gènere separat Osmundastrum, 
- Osmundastrum asiaticum (syn. Osmunda cinnamomea var. asiatica) – Asian Cinnamon Fern
- Osmundastrum cinnamomeum